# Aulonothroscus constrictor
Aulonothroscus constrictor är en skalbaggsart som först beskrevs av Thomas Say 1839.  Aulonothroscus constrictor ingår i släktet Aulonothroscus och familjen småknäppare. Inga underarter finns listade i Catalogue of Life.